# シッパル
座標: 北緯33度03分32秒 東経44度15分08秒 / 北緯33.058829度 東経44.252153度

バビロンに近い位置に存在したシッパルは、早期にハンムラビの帝国に組み込まれた。

シッパル（Sippar、シュメール語：𒌓𒄒𒉣𒆠 / Zimbir）はシュメール時代から南部メソポタミア（バビロニア）で繁栄した古代の都市。その起源は前４千年紀、ウルク時代にまで遡る。宗教上重要な都市であったと思われ、多くの王がこの都市の神殿や城壁の建設に関する記録を残しているものの、シッパルの歴史そのものに関してはあまり多くのことはわかっていない。
現在のイラク、バグダード県のユスフィヤに近いテル・アブー・ハッバーフ（Tell Abu Habbah）遺跡が古代のシッパルに対応する。メソポタミアを形成する2つの主要河川、ユーフラテス川とティグリス川が最も近接する地域の、ユーフラテス川東岸に位置した。姉妹都市というべきシッパル＝アムナヌム（Sippar-Amnanum、現在のテル・エッ＝デール）がユーフラテス川を挟んだ西岸に存在しており、古代の都市名シッパルはこの両方を指す場合もある。本記事で述べるシッパル市を指すより厳密な名称はシッパル＝ヤフルルム（Sippar-Yahrurum）であった。

## 歴史
シッパルは古代シュメール時代から繁栄した都市であり、数千点もの楔形文字粘土板文書がその遺跡から発掘されている。にもかかわらず、シッパルの歴史については比較的僅かにしかわかっていない。
シュメールの神話では、シッパルは伝説的な大洪水以前の時代に天から王権が降りた都市の1つである。『シュメール王朝表（シュメール王名表）』には、シッパル王エンメンドゥルアナが前王朝時代（洪水以前）の支配者たちの一人として言及されている。
この都市で発見された土器類は、シッパルにおける居住の歴史が実際にウルク期の初期まで遡ることを示しているが、大規模な居住が行われたのは前3千年紀の初期王朝時代、前2千年紀の古バビロニア時代、そして前1千年紀の新バビロニア時代の間である。ハカーマニシュ朝（アケメネス朝）、セレウコス朝、アルシャク朝（アルサケス朝）時代にも小規模ながら人々がシッパルに住み続けていた。
シッパルは太陽神（シュメール語：ウトゥ、アッカド語：シャマシュ）崇拝の地であり、その主神殿エ・バッバルが置かれていた。古バビロニア時代には「修道院」のような施設があり、シャマシュ神に捧げられたナディートゥ（Nadītu）と呼ばれる女性たちがそこに住んでいた。この「修道院」には王女もおり、恐らくその施設と見られる2部屋からなる住居群が発掘調査によって見つかっている。こうしたことからもわかるように、由緒ある宗教的中心地であったため、この都市における建設活動について多くの王が記録を残している。バビロンの王スムラエルは自身の29年間の治世中にシッパルの市壁を建設したとしている。しばらく後、バビロンの王ハンムラビが統治第23年にシッパルの市壁の基礎を敷設し、また、統治第43年にもこの都市の市壁を建設したとしている。ハンムラビの後継者サムス・イルナは統治第1年にシッパルの市壁の建設に取り組んだ。これらバビロン第1王朝の王たちから1000年以上後の新バビロニア時代の王たちもまた、シッパルでの建設記録を残している。ネブカドネザル2世（ナブー・クドゥリ・ウツル2世）とナボニドゥス（ナブー・ナーイド）は、彼らがシャマシュの神殿エ・バッバルを修復したと記録している。
古バビロニア時代のシッパルは羊毛生産の中心であった。ハンムラビ王が作らせた有名なハンムラビ法典の石碑は恐らくシッパルに建てられた。シャマシュは正義の神でもあり、この神はハンムラビ法典碑の最上部でハンムラビ王に権限を手渡す様が描かれている。これと密接に関連するモチーフは、古バビロニア時代の円筒印章の中に見られる。前19世紀の終わりまでに、シッパルは最高級の古バビロニアの円筒印章を生産している。
シッパルは『旧約聖書』に登場するセパルワイムにあたるという説がある。双数形で言及されていることが、この都市が2つの部分からなることを暗示している。

### 古典古代の伝承
ヘレニズム時代、前3世紀にバビロニアの歴史を書いたベロッソスは、シュメール神話における洪水伝説の主要登場人物であるクシストロス（ジウスドラ）は、洪水以前（antediluvian）の世界の記録をシッパルに埋めたと伝えている。これは恐らくシッパルという名前がsipru(書く）という語と関係していると考えられたためである。また、アビュディノスによれば、ネブカドネザル2世はシッパルの付近で巨大な貯水池を掘った。
大プリニウス（『博物誌』、6.30.123）はHippareniと呼ばれるカルデア人の一派に言及している。この名前はたびたびシッパルを指すものだと考えられている。この類推は、特に、大プリニウスが言及しているほかの2つの学校が都市にちなんで命名されていると思われるためである。大プリニウスの語るOrcheniはウルクから来ており、Borsippeniはボルシッパから来ている。しかし、Hippareniがシッパルから来ているという見解には異論も唱えられている。

## 考古学

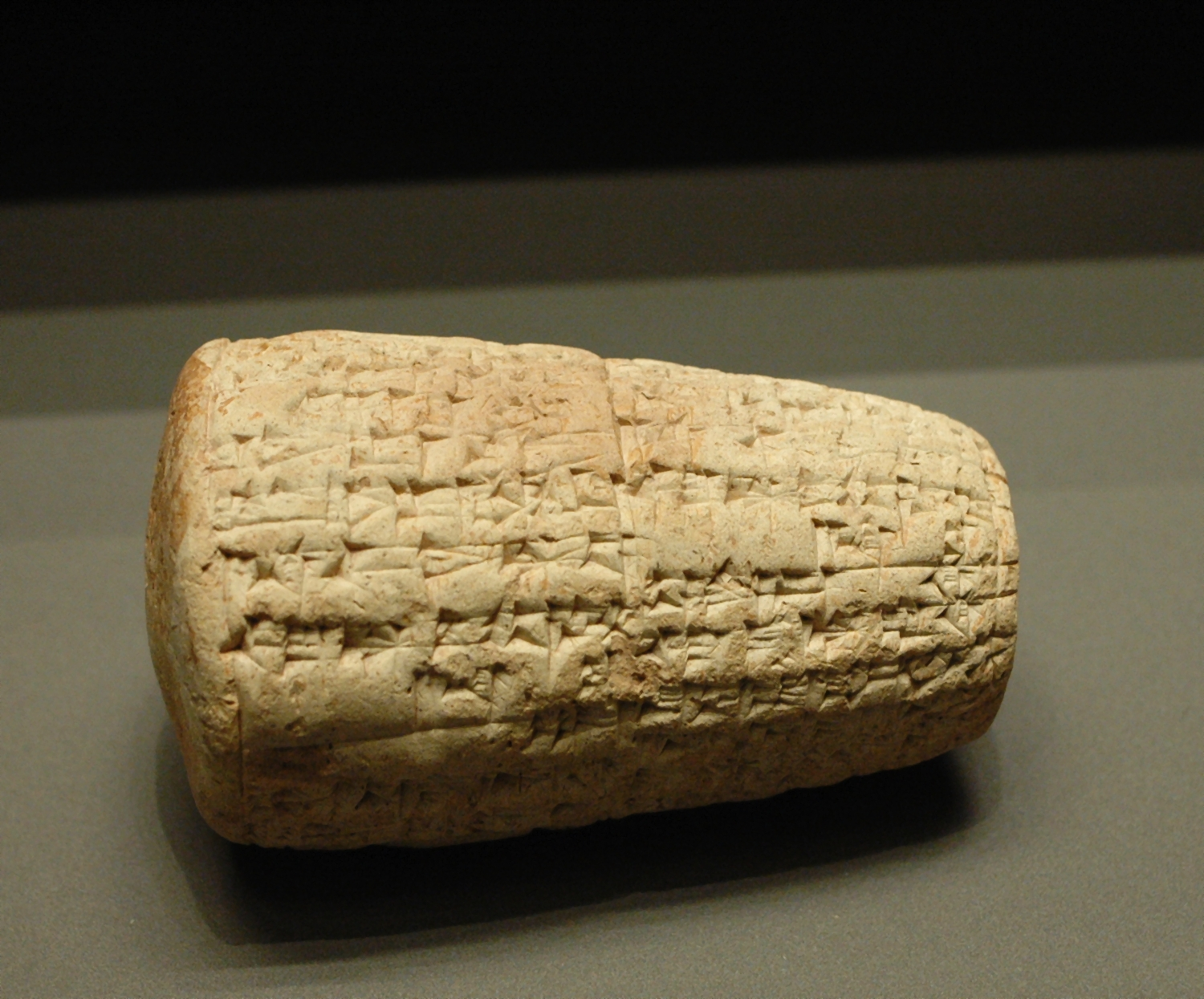
シッパルで発見されたハンムラビの粘土釘。ルーブル美術館収蔵。

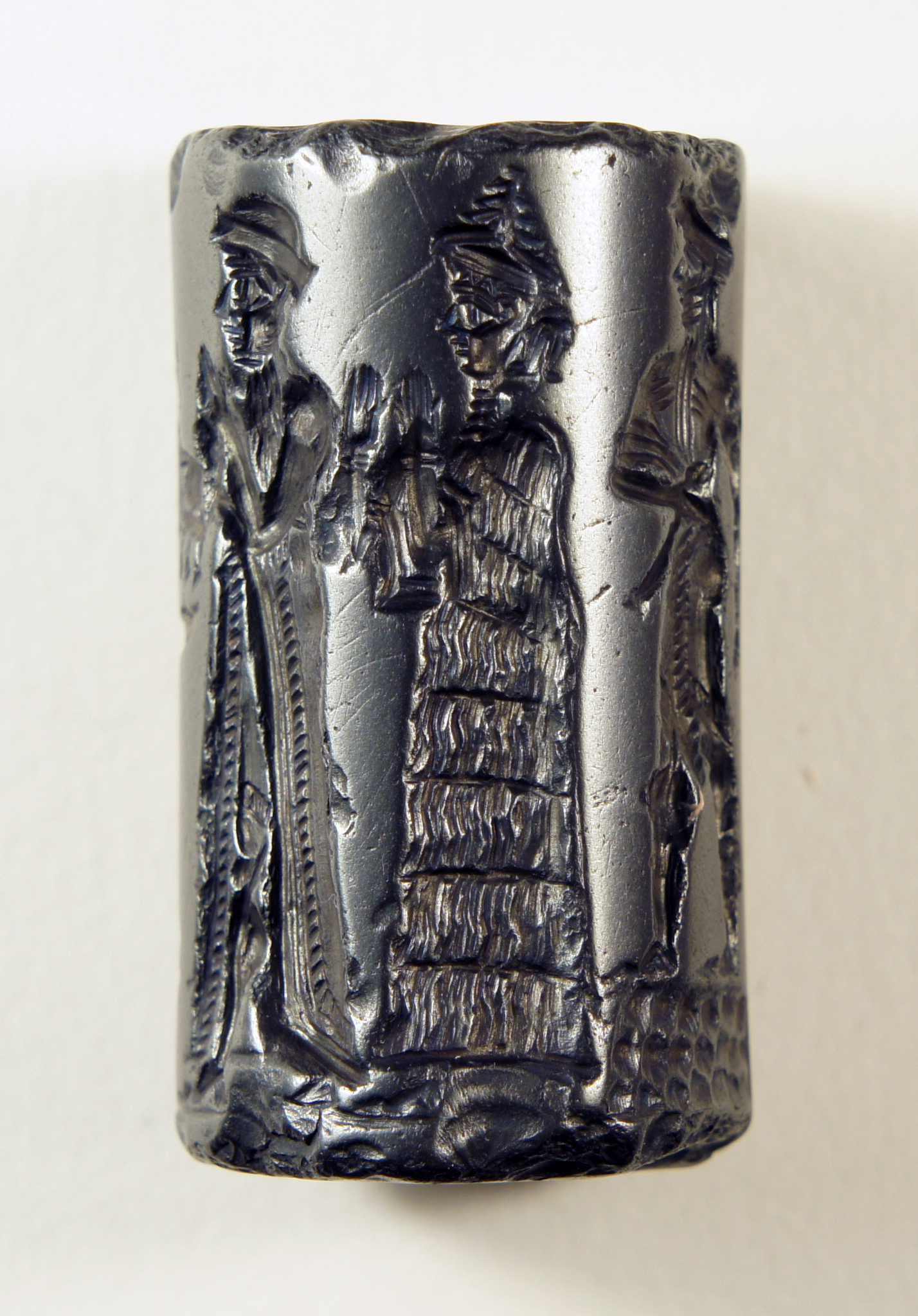
古バビロニア時代の円筒印章。赤鉄鉱製。ハンムラビがシャマシュ犠牲獣を捧げている。この印章がシッパルの工房で作られたことが、その様式によって示されている。

シッパルがある遺跡テル・アブー・ハッバーフは、約100ヘクタールの面積を持ち2つの遺丘（テル）からなる。この遺跡は1860年代に初めてヨーロッパの学者によって記録され、1880年から1881年の間、ホルムズド・ラッサムによって初めて発掘された。この発掘は大英博物館のためのもので、18か月間続けられた。シャマシュ/ウトゥ神殿の粘土板文書を含め、数千点もの粘土板文書が発見された。その大部分は新バビロニア時代のものである

。
シッパルで発見された粘土板文書群は最終的に大英博物館に収蔵され、今日まで研究が行われている。考古学の黎明期によくあるケースではあるが、発掘記録は作成されておらず、特に発見場所も記録されなかった。このため、粘土板文書がシッパル＝アムナヌムから見つかったものなのか、シッパル＝ヤフルルムから見つかったものであるのか、判別することが困難になっている。シッパルで発見された粘土板文書の中には、一般市場での売買を通じて大英博物館やペンシルベニア大学のなどに収蔵されたものもある

。
テル・アブー・ハッバーフ遺跡が古代のシッパルであることは、テオフィルス・ピンチェスが1885年に同定した。1894年にジャン＝ヴァンサン・シャイルによって短期間の発掘が行われた

。この時発見された粘土板文書は主として古バビロニア時代のもので、イスタンブル博物館に収蔵された。しばらく間を置き、1972年から1973年にかけてベルギーのチームが発掘を行った
。
バグダード大学芸術学部（the College of Arts）のイラク人考古学者たちは、ワリード・アル＝ジャディル（Walid al-Jadir）とファルーク・アル＝ラウィー（Farouk al-Rawi）の指揮で、1977年から現在にいたるまでテル・アブー・ハッバーフで24期の発掘を行っている

。2000年以降、ドイツ考古学研究所が彼らに加わった

。アンドリュー・ジョージ（Andrew George）教授によれば、『ギルガメシュ叙事詩』の一部を含むある楔形文字文書は恐らくシッパルで発見されたものである。
シッパルの遺跡はバグダードから比較的近いため、違法な発掘の恰好の標的となっている。

## ギャラリー

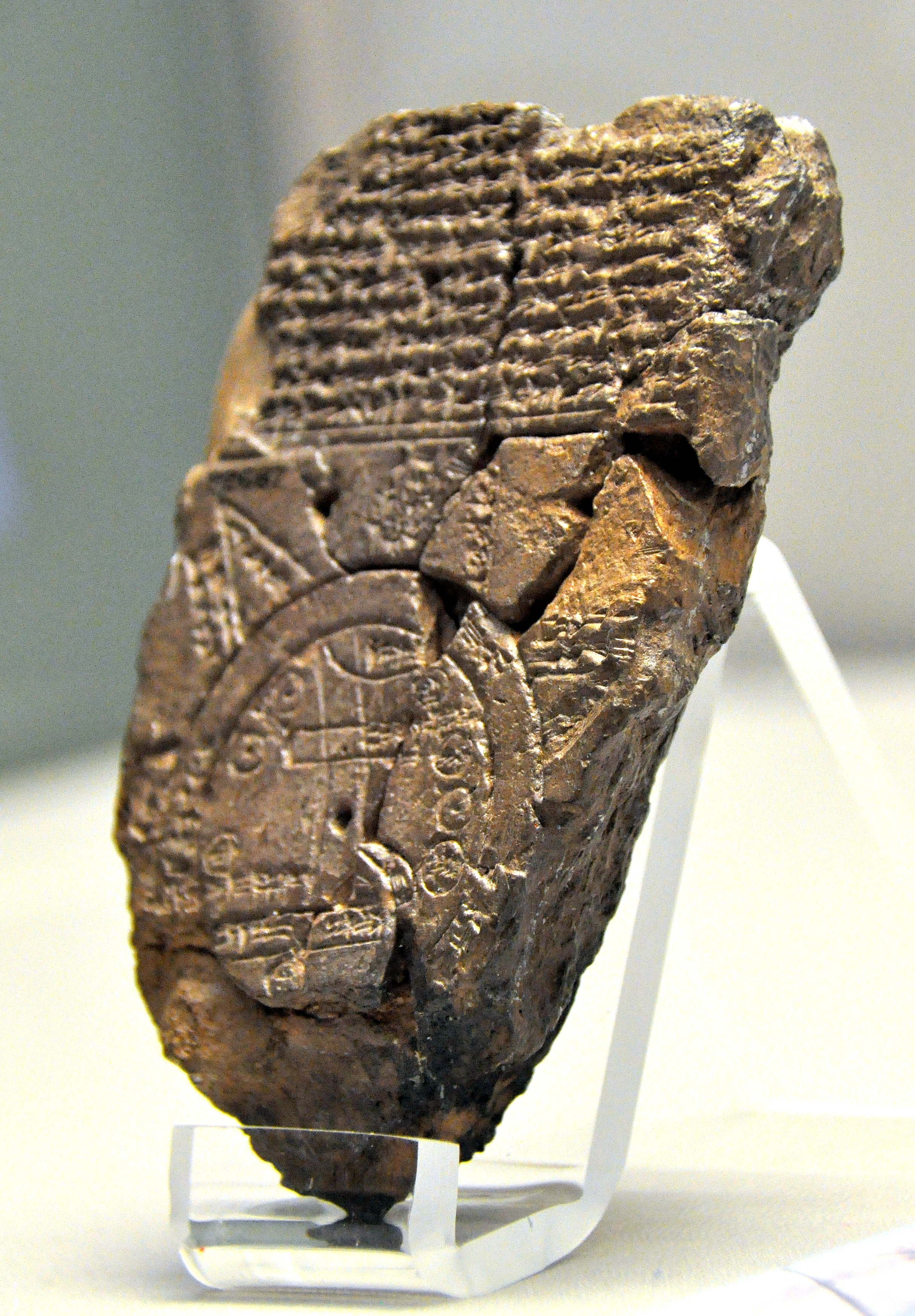
シッパルで発見された世界地図。イラク、メソポタミア。前6世紀。大英博物館収蔵。
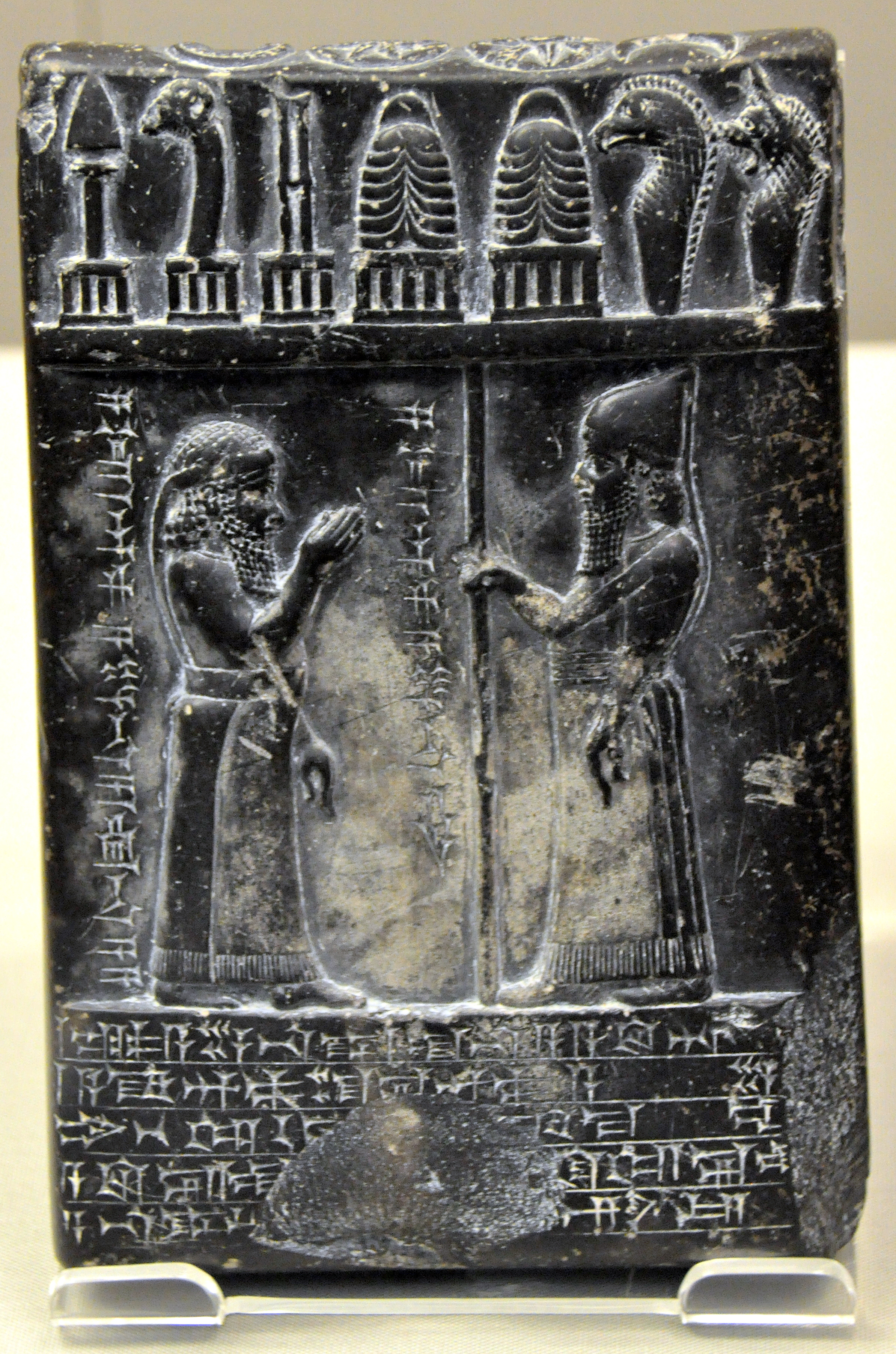
ナブー・アプラ・イディナ（Nabu-apla-iddina）の粘土板。前9世紀。イラク、シッパルで発見。大英博物館収蔵。
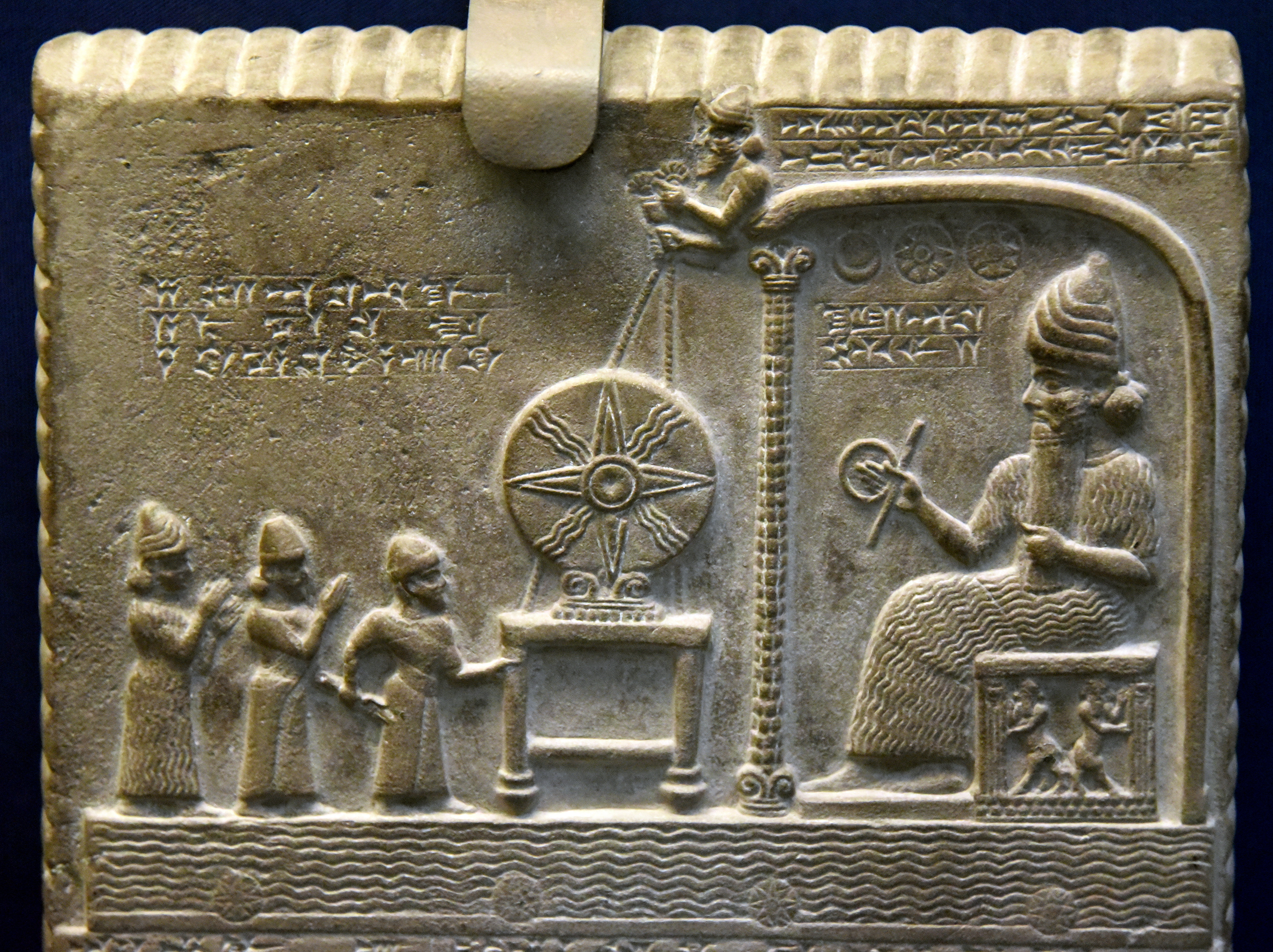
シッパルで発見された太陽神の粘土板の詳細。イラクで発見。前9世紀。大英博物館収蔵。
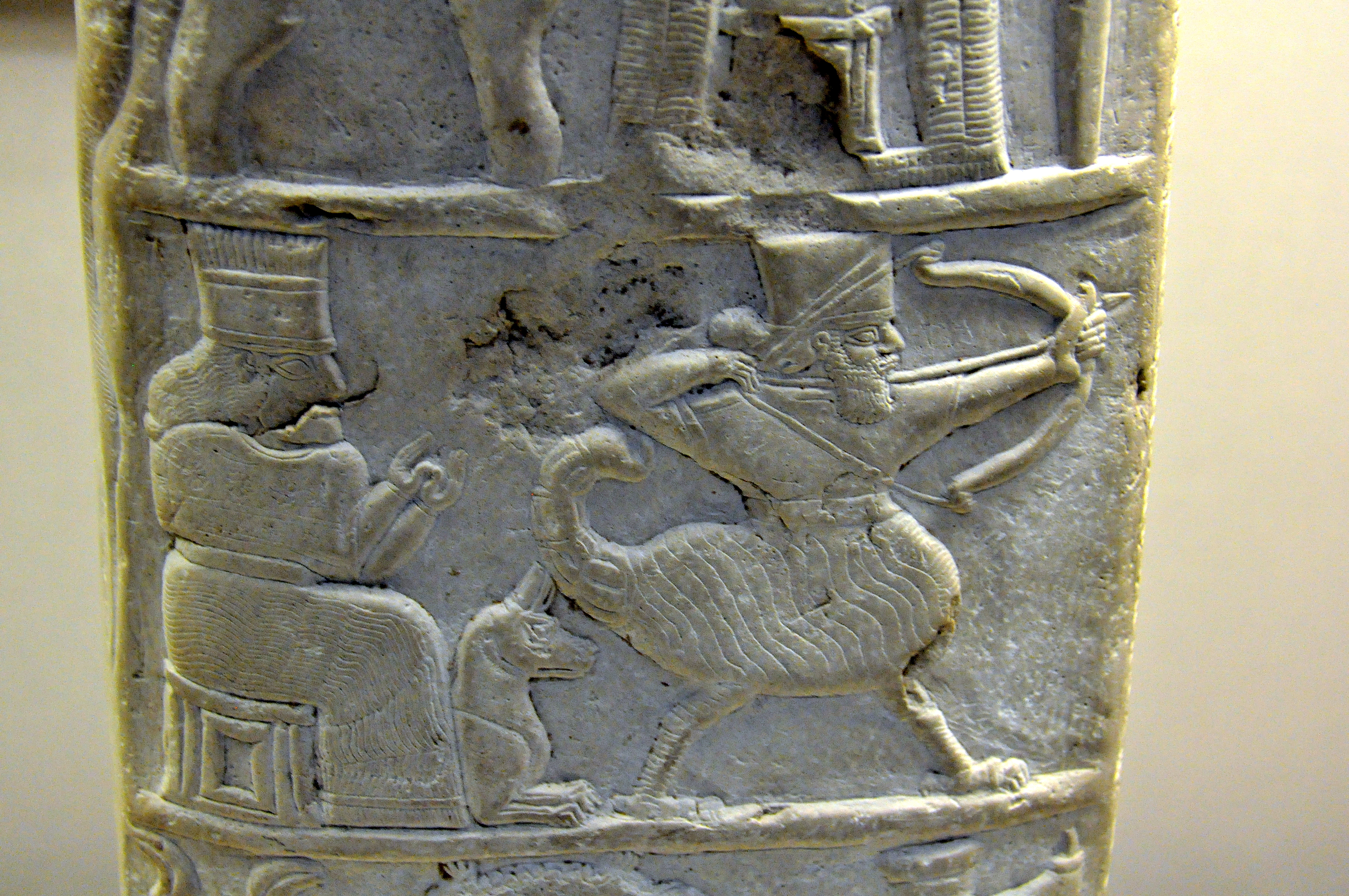
リッティ・マルドゥク（Ritti-Marduk）のクドゥル（Kudurru、境界石）の詳細。シッパルで発見。前1125年-前1104年。大英博物館収蔵。